# Deluxe EP
Deluxe EP е първият мини албум на уелската певица Дъфи. Излиза 3 февруари 2009.

## Списък с песни
Съдържа 7 песни.
1. Mercy (The Roots remix) – 3:50
2. Rain on Your Parade – 3:27
3. Fool For You – 3:45
4. Stop – 4:08
5. Please Stay – 3:27
6. Breaking My Own Heart – 3:56
7. Enough Love – 3:16